# Marianna Csörnyei
Marianna Csörnyei (née le 8 octobre 1975 à Budapest) est une mathématicienne hongroise qui travaille en tant que professeure à l'université de Chicago. Elle fait de la recherche en analyse réelle, en théorie de la mesure et en analyse fonctionnelle de géométrie non linéaire. Elle a montré l'équivalence de la notion de mesure nulle  dans les espaces de Banach de dimension infinie

## Éducation et carrière
Csörnyei réalise son doctorat à l'université Loránd-Eötvös en 1999, supervisée par György Petruska. Elle est professeure au Département de mathématiques de l'University College de Londres entre 1999 et 2011 et passe l'année académique 2009-2010 à l'université Yale en tant que professeure invitée. Elle travaille actuellement à l'université de Chicago.
Csörnyei est membre du comité de rédaction de la revue de mathématiques Real Analysis Exchange.

## Récompense et distinctions
Csörnyei reçoit en 2002 le prix Whitehead ainsi que la bourse Wolfson.
Elle reçoit également le prix Philip-Leverhulme pour le domaine mathématiques et statistiques en 2008, pour ses travaux en théorie de la mesure.
En 2012, elle est invitée en tant que conférencière au Congrès international des mathématiciens.
En 2022 elle est lauréate de la conférence Noether décernée par l'association américaine Association for Women in Mathematics, avec une conférence intitulée « The Kakeya needle problem for rectifiable sets ».